# Naranjito
Naranjito va ser la mascota de la Copa del Món de Futbol de 1982, la qual es va disputar a Espanya. Es tracta d'una taronja, fruita típicament valenciana, vestida amb els colors de la selecció espanyola. Fou un disseny del publicista José María Martín Pacheco.
Malgrat que la seva presentació com a mascota generà més comentaris negatius que elogis, amb el pas del temps ha anat sent acceptat cada vegada per un nombre més gran de persones, esdevenint avui dia un motiu iconogràfic per part de les generacions que van viure el Mundial, essent utilitzat avui en dia encara en nous productes.
En el seu dia Naranjito ja aparegué em gran quantitat de records i articles, arribant a protagonitzar fins i tot una sèrie de dibuixos animats a Televisió Espanyola: Fútbol en acción.